# Casilda von Toledo

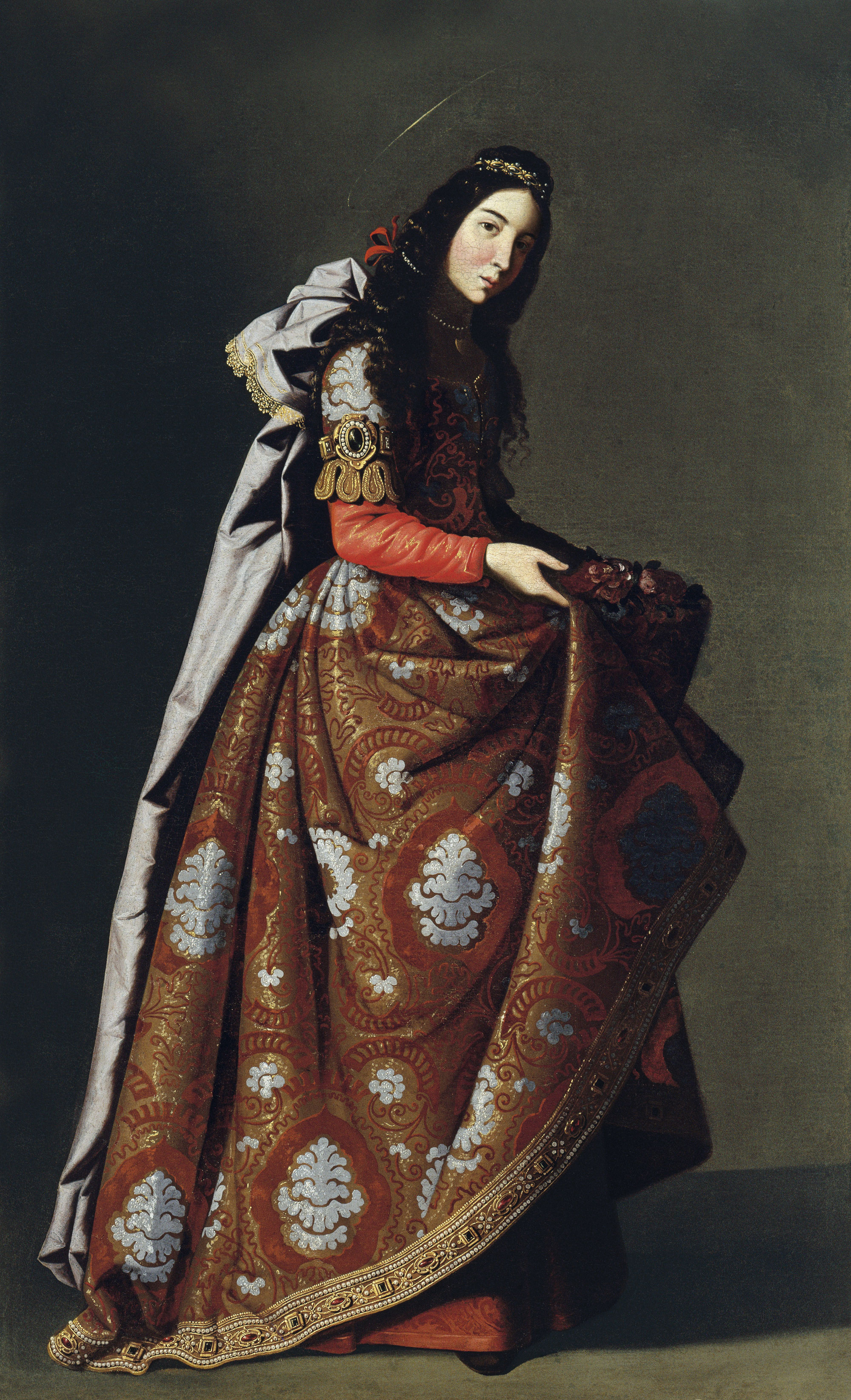
Francisco de Zurbarán – Santa Casilda (um 1635)

Casilda von Toledo (* um 1050; † 1107) ist eine in Spanien sehr populäre Heilige. Ihre – möglicherweise sagenhafte – Legende geht auf die Zeit kurz vor der Rückeroberung (reconquista) Toledos im Jahre 1080 zurück. Ihr Festtag ist der 9. April; ihre – angeblichen – Reliquien werden in Burgos und in Toledo verehrt.

## Legenden
Den Heiligenlegenden zufolge war Casilda die Tochter des muslimischen Sultans Al-Mamún von Toledo. Sie empfand Mitleid für die vielen christlichen Gefangenen in den Kerkern der Stadt; sie versorgte sie heimlich mit Brot und spendete ihnen Trost. Dadurch erfüllte sie gleich zwei Werke der Barmherzigkeit – die Speisung von Hungernden und der Besuch von Gefangenen (Mt 25,34–46 ). Eines Tages wurde sie von den Wachen ihres Vaters angehalten und kontrolliert – da verwandelten sich die mitgebrachten Brote in Rosen.
Eine andere Legende besagt, dass sie sich weigerte, sich von muslimischen Ärzten behandeln zu lassen, als sie an Blutfluss litt. Stattdessen verließ sie ihre Heimatstadt Toledo und reiste nach Norden, um bei den heilenden Quellen beim Schrein des San Vicente nahe bei der heutigen Stadt Briviesca Hilfe zu suchen. Nach erfolgreicher Heilung ließ sie sich in Burgos taufen; danach lebte sie in der Nähe der heilenden Quellen und wurde angeblich 100 Jahre alt.

## Bilder

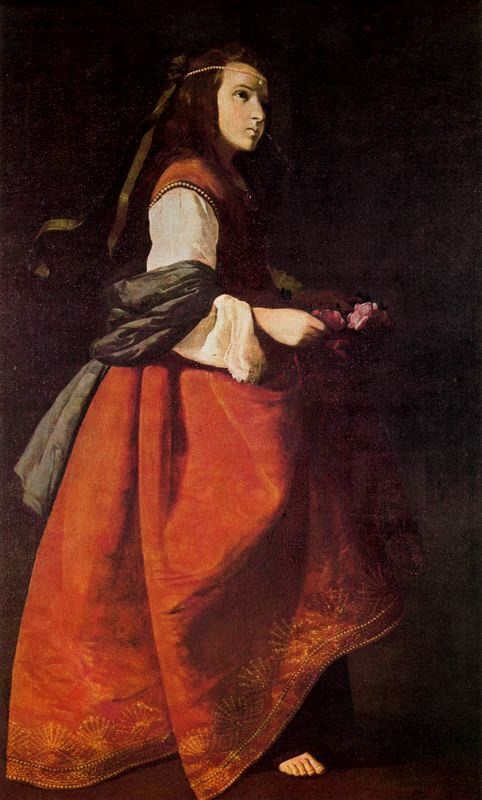
Santa Casilda als Mädchen, Francisco de Zurbarán (um 1640)
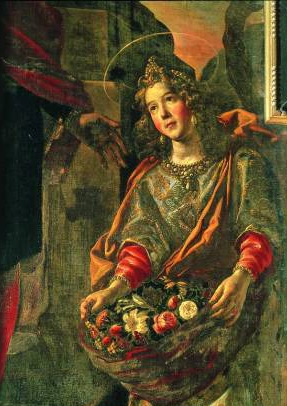
Santa Casilda, Fray Juan Rizi (um 1660)
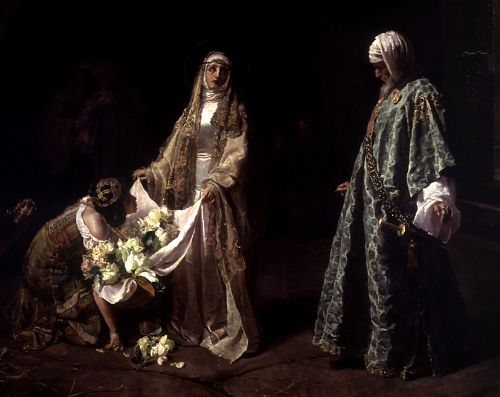
Santa Casilda, José Nogales (1892)